# Nova Esperança do Sul

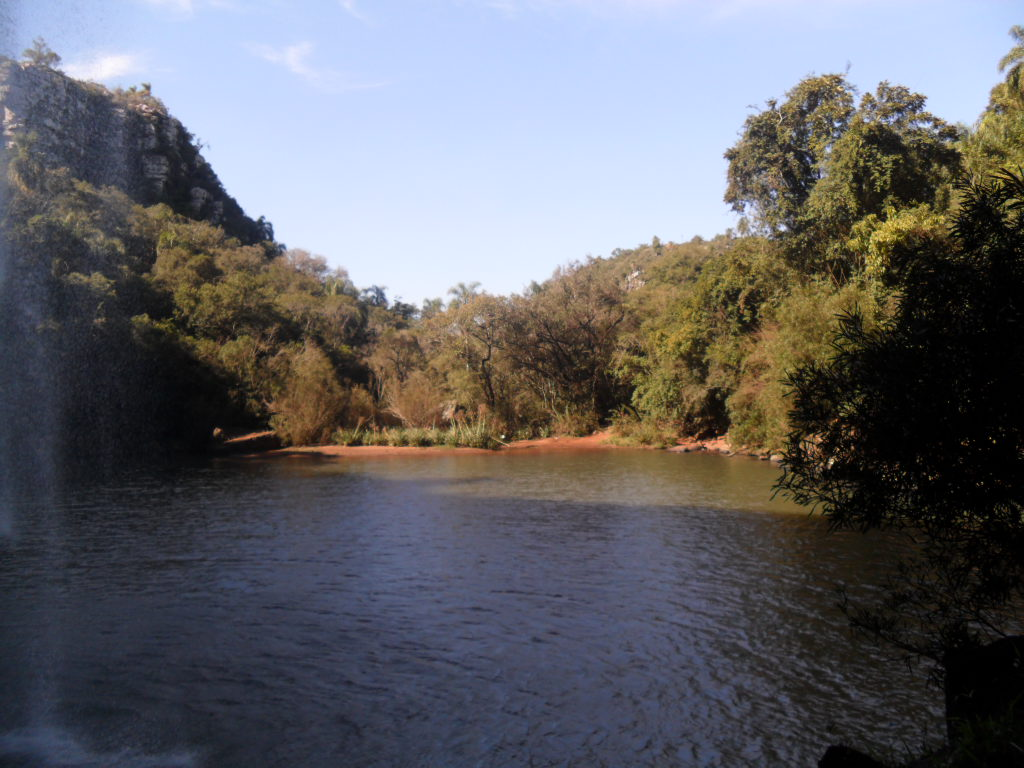
Lago de Nova Esperança do Sul.

Nova Esperança do Sul es un municipio brasileño del estado de Rio Grande do Sul.
Se encuentra ubicado a una latitud de 29º24'35" Sur y una longitud de 54º49'45" Oeste, estando a una altitud de 318 metros sobre el nivel del mar. Su población estimada para el año 2004 era de 4.226 habitantes.
Ocupa una superficie de 190,85 km².
- Datos: Q520098
- Multimedia: Nova Esperança do Sul / Q520098